# ФК Бохимијан
ФК Бохимијан (енгл. Bohemian Football Club; ир. An Cumann Peile Bóithéimeach), који се најчешће назива Бохимијанс (енгл. Bohemians), професионални је фудбалски клуб из Даблина, у Ирској.
Клуб се такмичи у Премијер лиги Ирске и трећи је најуспешнији клуб у ирске фудбалске историје, пошто је освојио 11 титула Ирске лиге, 7 титула у ФАИ купу, 6 титула Ирске Штит лиге и 3 титуле Ирскиог лига купа. Најуспешнији је ирски клуб у европским такимичењима. 
Основан је 6. новембра 1890. године и био је један од оснивача Ирске лиге 1921. пошто су се повукли из северноирске лиге исте године. Бохемијанс игра на Dalymount парку, који има капацитет 7.955 места.

### Збирни европски резултати
Стање 25. јануар 2010.
| Такмичење             | ИГ. | Д  | Н  | ИЗ. | ГД | ГП  |
| --------------------- | --- | -- | -- | --- | -- | --- |
| Лига шампиона         | 16  | 3  | 4  | 9   | 12 | 25  |
| Куп победника купова  | 8   | 2  | 2  | 4   | 6  | 13  |
| УЕФА куп              | 26  | 3  | 7  | 16  | 14 | 48  |
| Интертото куп         | 10  | 4  | 0  | 6   | 15 | 20  |
| Укупно УЕФА такмичења | !60 | 12 | 13 | 35  | 47 | 106 |